# 濱本泰
濱本 泰（はまもと やす、または はまもと たい、1930年 - 2010年1月）は、日本の経営学者、会計学者。大阪経済大学名誉教授。

## 来歴
1952年に大阪経済大学経済学部を卒業。同志社大学大学院商学研究科を経て、1957年より大阪経済大学経済学科に専任講師として勤務した。
大阪経済大学経済学部教授、大阪経済大学経営学部教授、経営学部長を歴任。

## 著書

### 単著
- 『企業の資本構成是正論序説 : 企業の資本構成是正策の<制度的性格>とその<虚構的性格>を中心として』大阪経済大学経営研究所、1973年3月

### 共著
- 『財務管理概論』有斐閣、1968年
- 『現代工業経営学』有信堂、1982年
- 『経営財務』有斐閣、1983年
- 『現代企業の財務戦略』税務経理協会、1989年
- 『経営学の基礎問題』同文舘、1996年
- 『現代経営学の基本問題』ミネルヴァ書房、2002年